# Triesen
Triesen er den tredjestørste kommune i Liechtenstein. Den har 4.643 indbyggere (2005) og dækker et areal på 26,4 km². Den har flere historiske kirker fra 1400-tallet. Her ligger også et væveri fra 1863 som er rankeret som et historisk monument. 